# Большой академический кинотеатр
Большой академический кинотеатр — крупное общественное сооружение, которое по плану реконструкции Москвы должно было быть построено на площади Свердлова напротив здания Большого театра. Поскольку кино было признано «важнейшим из искусств», новый кинотеатр должен был архитектурно подчинить себе здание Большого театра.
Конкурс на проект Большого академического кинотеатра был объявлен осенью 1936 года. На конкурс были представлены следующие проекты:
- Проект А. П. Великанова, Ткаченко И. В. и Щуко Ю. В.
- Проект А. Н. Душкина, с соавторами В. С. Белявским и Н. С. Князевым
- Проект Д. Н. Чечулина и К. К. Орлова

Все проекты были признаны неудачными. В качестве причин были указаны следующие:
1. проекты не смогли решить проблему реконструкции площади Свердлова, что требовало задание на проектирование (по этому же заданию они должны были предложить свой вариант решения фасада гостиницы «Москва», выходящего на площадь);
2. проектные предложения страдали гигантоманией, с которой как раз начинали усиленно бороться (кубатура во всех проектах была чрезмерно завышена).

В увязке с проектом кинотеатра был выстроен совмещённый вестибюль станций метро «Площадь Революции» и «Площадь Свердлова».